# Olympische Sommerspiele 2004/Teilnehmer (Indien)
| Gelbes Symbol für Goldmedaillen mit stilisierten Olympischen Ringen | Graues Symbol für Silbermedaillen mit stilisierten Olympischen Ringen | Braundes Symbol für Bronzemedaillen mit stilisierten Olympischen Ringen |
| ------------------------------------------------------------------- | --------------------------------------------------------------------- | ----------------------------------------------------------------------- |
| —                                                                   | 1                                                                     | —                                                                       |

Indien nahm an den Olympischen Sommerspielen 2004 in Athen, Griechenland, mit einer Delegation von 73 Sportlern (48 Männer und 25 Frauen) teil.

## Medaillengewinner
Mit einer gewonnenen Silbermedaille belegte das Team Platz 65 im Medaillenspiegel.

### Silber
| Name                       | Sportart | Wettkampf   |
| -------------------------- | -------- | ----------- |
| Rajyavardhan Singh Rathore | Schießen | Doppel-Trap |

## Teilnehmer nach Sportarten

### Badminton
- Abhinn Shyam Gupta
Männer, Einzel: 1. Runde

- Nikhil Kanetkar
Männer, Einzel: 2. Runde

- Aparna Popat
Frauen, Einzel: 2. Runde

### Bogenschießen
- Dola Banerjee
Frauen, Einzel: 13. Platz
Frauen, Mannschaft: 5. Platz

- Reena Kumari
Frauen, Einzel: 43. Platz
Frauen, Mannschaft: 5. Platz

- Satyadev Prasad
Männer, Einzel: 48. Platz
Männer, Mannschaft: 10. Platz

- Tarundeep Rai
Männer, Einzel: 32. Platz
Männer, Mannschaft: 10. Platz

- Majhi Sawaiyan
Männer, Einzel: 22. Platz
Männer, Mannschaft: 10. Platz

- Sumangala Sharma
Frauen, Einzel: 20. Platz
Frauen, Mannschaft: 5. Platz

### Boxen
- Akhil Kumar
Fliegengewicht: 1. Runde

- Jitender Kumar
Halbschwergewicht: 1. Runde

- Diwakar Prasad
Bantamgewicht: 2. Runde

- Vijender Singh
Halbweltergewicht: 1. Runde

### Gewichtheben
- Namecrakpam Kunjarani Devi
Frauen, Fliegengewicht: 4. Platz

- Karnam Malleswari
Frauen, Mittelgewicht: DNF

- Thing Baijan Sanamacha Chanu
Frauen, Federgewicht: 4. Platz wegen Doping disqualifiziert

### Hockey
- Herrenteam
7. Platz

- Kader
Devesh Chauhan
Adrian D’Souza
Arjun Halappa
Dhanraj Pillay
Vikram Pillay
Viren Rasquinha
Adam Sinclair
Baljit Singh Dhillon
Gagan Ajit Singh
Harpal Singh
Prabhjot Singh
Sandeep Singh
Deepak Thakur Sonkhla
Dilip Kumar Tirkey
Ignace Tirkey
William Xalco

### Judo
- Lourembam Brojeshori Devi
Männer, Extraleichtgewicht: 2. Runde

### Leichtathletik
- Bobby Aloysius
Frauen, Hochsprung: 28. Platz in der Qualifikation

- Seema Antil
Frauen, Diskuswerfen: 13. Platz in der Qualifikation

- Kalayathumkuzhi Beenamol
Frauen, 4 × 400 Meter: 7. Platz

- Mathews Binu
Männer, 400 Meter: Halbfinale

- Soma Biswas
Frauen, Siebenkampf: 24. Platz

- Anju Bobby George
Frauen, Weitsprung: 5. Platz

- Saraswati Dey-Saha
Frauen, 200 Meter: Vorläufe

- Sathi Geetha
Frauen, 4 × 400 Meter: Vorläufe

- Vikas Gowda
Männer, Diskuswerfen: 14. Platz in der Qualifikation

- Harwant  Kaur
Frauen, Diskuswerfen: 12. Platz in der Qualifikation

- Manjeet Kaur
Frauen, 4 × 400 Meter: nur in den Vorläufen angetreten

- Rajwinder Kaur
Frauen, 4 × 400 Meter: 7. Platz

- Anil Kumar Sangwan
Männer, Diskuswerfen: kein gültiger Versuch in der Qualifikation

- J. J. Shobha
Frauen, Siebenkampf: 11. Platz

- Bahadur Singh
Männer, Kugelstoßen: kein gültiger Wurf in der Qualifikation

- Neelam Jaswant Singh Dogra
Frauen, Diskuswerfen: 16. Platz in der Qualifikation

- Chitra Soman
Frauen, 4 × 400 Meter: 7. Platz

### Ringen
- Yogeshwar Dutt
Federgewicht, Freistil: 18. Platz

- Mukesh Khatri
Federgewicht, griechisch-römisch: 21. Platz

- Anuj Kumar
Halbschwergewicht, Freistil: 16. Platz

- Ramesh Kumar
Weltergewicht, Freistil: 10. Platz

- Sushil Kumar
Leichtgewicht, Freistil: 14. Platz

- Sujeet Maan
Mittelgewicht, Freistil: 18. Platz

- Palwinder Singh Cheema
Superschwergewicht, Freistil: 15. Platz

### Rudern
- Paulose Pandari Kunnel
Männer, Einer: 27. Platz

### Schießen
- Abhinav Bindra
Männer, Luftgewehr: 7. Platz

- Deepali Deshpande
Frauen, Kleinkaliber, Dreistellungskampf: 19. Platz

- Gagan Narang
Männer, Luftgewehr: 12. Platz

- Suma Shirur
Frauen, Luftgewehr: 8. Platz

- Mansher Singh
Männer, Trap: 21. Platz

- Rajyavardhan Singh Rathore
Männer, Doppel-Trap: Silber

- Manavjit Singh Sandhu
Männer, Trap: 19. Platz

- Anjali Bhagwat
Frauen, Luftgewehr: 20. Platz
Frauen, Kleinkaliber, Dreistellungskampf: 13. Platz

### Schwimmen
- Shikha Tandon
Frauen, 50 Meter Freistil: 40. Platz
Frauen, 100 Meter Freistil: 46. Platz

### Segeln
- Sumeet Patel & Malav Shroff
49er: 19. Platz

### Tennis
- Mahesh Bhupathi
Männer, Doppel: 4. Platz

- Leander Paes
Männer, Doppel: 4. Platz

### Tischtennis
- Achanta Sharath Kamal
Männer, Einzel: 2. Runde

- Mouma Das
Frauen, Einzel: 1. Runde